# William R. Bennett Bridge
Die William R. Bennett Brücke ist eine Pontonbrücke im Okanagan Valley, in der kanadischen Provinz British Columbia.

## Geschichte
Die zwischen April 2005 und Mai 2008 erbaute Brücke ersetzte die ältere Okanagan Lake Bridge, die 1958 gebaut wurde, um die Innenstadt von Kelowna über den Okanagan Lake als Teil des Highway 97 mit West Kelowna zu verbinden. Die Baukosten für die neue Brücke betrugen 144 Mio. Kanadische Dollar.
Am 21. April 2005 benannte Premier Gordon Campbell die Brücke von Okanagan-Lake-Brücke offiziell in William-R.-Bennett-Brücke um, zu Ehren des ehemaligen Premierministers der Provinz British Columbia William Richards Bennett, der aus Kelowna stammt. 

## Beschreibung
Die Brücke erstreckt sich über eine Gesamtlänge von 1060 Metern und umfasst einen 690 Meter langen Abschnitt mit Pontons, die ein erhöhtes Deck tragen. Die Errichtung der Fahrbahnen auf einem erhöhten Deck erfolgte, um auf dem See verkehrenden Booten und Schiffen die Durchfahrt unter der Brücke zu ermöglichen. Bei der alten Okanagan Lake Bridge musste immer der Verkehr unterbrochen werden und eine in die Brücke integrierte Hebebrücke geöffnet werden. Getragen wird die Brücke von insgesamt 9 Betonpontons, die 25 m breit und 60 bis 90 m lang sind.
Die Bauform einer schwimmenden Brücke, der einzigen schwimmenden Verkehrsbrücke in Kanada, wurde auf Grund der lokalen geologischen Verhältnisse gewählt. Sowohl der Grund am Seeufer, wie auch im See besteht aus relative lockeren Sedimenten, welche nicht für die Fundamente beispielsweise einer Hängebrücke oder einer ähnlichen Bauform geeignet sind.

## Verkehr
Für den Straßenverkehr sind drei Fahrspuren in westlicher Richtung vorgesehen sowie zwei Fahrspuren in Richtung Osten. Auf der Südseite der Brücke befindet sich ein zusätzlicher 1,3 m breiter Fuß- und Radweg.
Die Westseite der Brücke hat eine Fußgänger-/Radfahrer- und Fahrzeugunterführung an der Campbell Road und einen weiteren Verkehrsknotenpunkt an der Westside Road. Auf der Kelowna-Seite der Brücke bleibt die bestehende Fußgänger-/Radfahrerunterführung zwischen dem City Park und der Lake Avenue erhalten.
Die neue Brücke ist für bis zu 80.000 Fahrzeuge pro Tag ausgelegt. Die alte Okanagan Lake Bridge wurde für 38.000 Fahrzeuge pro Tag konzipiert, im Jahr 2005 wurde sie jedoch von ungefähr 50.000 Fahrzeuge täglich überquert.